# Alfred Szczepański (literat)
Alfred Szczepański (ur. 1840 w Tarnowie, zm. 8 maja 1909 w Krakowie) – polski działacz społeczny i patriotyczny, publicysta i prozaik posługujący się pseudonimem „Alf”. W okresie powstania styczniowego przywódca krakowskich „czerwonych”. Sekretarz katolicko-legitymistycznego Banku dla Krajów Koronnych w Wiedniu od jego założenia w 1880. Zajmował się także przekładami. Tłumaczył m.in. fragmenty poezji Tyrtajosa. Był redaktorem pisma Galicja.

## Życiorys
Urodził się w Tarnowie. W 1850 rozpoczął naukę w tutejszym gimnazjum, ale gdy w 1854 rodzina przeniosła się do Krakowa kontynuował naukę w Gimnazjum św. Anny. W 1857 roku po zdaniu matury studiował historię na Wydziale Filozoficznym UJ. Był jednym z inicjatorów walki o repolonizację uniwersytetu. Był obok Ludwika Kubali współautorem pisma w tej sprawie do ministra oświaty Leopolda von Thun und Hohensteina. Gdy studenci zawieźli pismo do Wiednia zostali aresztowani i po odeskortowaniu do Krakowa relegowano ich z uczelni. Po interwencji Józefa Dietla decyzję Senatu o relegowaniu anulowano. Szczepański ponownie napisał pismo w tej sprawie, które przesłał pocztą do Wiednia. Został aresztowany i oddany w kuratelę brata Antoniego oraz dwumiesięczny nadzór policyjny we Lwowie. Gdy wrócił w 1861 roku do Krakowa brał udział w demonstracjach organizowanych z okazji rocznicy powstania listopadowego. W marcu 1861 roku po demonstracji upamiętniającej powstanie 1864 został aresztowany i wydalony z Krakowa. Gdy po kilku miesiącach wrócił do Krakowa pozwolono mu kontynuować studia, ale na Wydziale Prawa. Ponownie, dwukrotnie był aresztowany i osadzany w areszcie w marcu 1862 roku. W lipcu 1862 roku podpisał adres studentów UJ wzywający Karola Szajnochę do objęcia Katedry Historii Polskiej na uczelni.
W połowie 1862 roku został setnikiem mającej kierować ruchem spiskowym Ławy Krakowskiej, którą założył z Ludwikiem Kubalą, oraz nadrzędnej wobec niej tajnej Rady Naczelnej Galicyjskiej, centralnej organizacji „czerwonych” w zaborze austriackim, którą powołał do życia z Izydorem Demidowiczem i Stefanem Mułkowskim. Prawdopodobnie był współredaktorem dwóch numerów wydanego przez RNG pisma „Bicz”, przygotował także z Kubalą w styczniu 1863 roku jedyny numer tajnego czasopisma „Galicja”.
Po wybuchu powstania styczniowego poparł Tymczasowy Rząd Narodowy, a w marcu 1863 roku generał Józef Wysocki mianował go komisarzem wojennym powstańczego województwa krakowskiego. Od 9–22 października 1863 roku pełnił funkcję naczelnika miasta Krakowa. Aresztowany przez austriacką policję 27 października 1863 roku i w marcu 1864 roku skazany na 18 lat więzienia oraz skreślony z listy studentów. Przez dwa lata był więziony najpierw w Krakowie (na Wawelu), potem we Lwowie i Olomuńcu. Pod koniec 1865 roku skorzystał z amnestii i wrócił do Krakowa, gdzie pracował jako dziennikarz. Redagował dziennik „Kalina”, a potem „Kraj”.
W 1871 roku zrezygnował z pracy w redakcji „Kraju”. Pracował jako nauczyciel na Wyższych Kursach dla Kobiet Adriana Baranieckiego przejmując po Franciszku Matejce wykłady z historii Polski, a potem z historii powszechnej.
W 1880 roku został przy boku prezesa Ludwika Wodzickiego sekretarzem nowo założonego Banku dla Krajów Koronnych (Länderbank) w Wiedniu. Bank powstał z inicjatywy Paula Eugène'a Bontoux w ramach ekspansji gospodarczej francuskich legitymistów na wschodzie jako katolicka przeciwwaga dla banku Rothschildów Creditanstalt i był spółką zależną w częściowym posiadaniu kierowanego przez Bontoux katolickiego banku Union Générale z siedzibą w Lyonie.
W 1883 uczestniczył w założeniu w Wiedniu międzynarodowego stowarzyszenia prasowego Verband der auswärtigen Presse, którym następnie przez wiele lat kierował jako prezes i syndyk. Stowarzyszenie powstało z inicjatywy Josepha E. Russella, przedstawiciela „Kölnische Zeitung” w Wiedniu od 1876 i byłego reportera z wojny rosyjsko-tureckiej (1877–1878), który uzyskał zezwolenie c.-k. policji na jego funkcjonowanie i znikł bez śladu w 1884. Zrzeszało wąskie grono korespondentów niezależnych finansowo od swoich rządów i cieszyło się w pierwszych latach poparciem zmarłego śmiercią samobójczą arcyksięcia Rudolfa Habsburga. Istniało w niezmienionej formie do 1938, ale jego archiwa nie zachowały się.
W 1892 roku kandydował bez powodzenia do Sejmu Krajowego, nie uzyskując poparcia stańczyków, a w 1897 pod szyldem narodowego konserwatyzmu do Rady Państwa z nowo utworzonej piątej kurii, przegrywając z Ignacym Daszyńskim.
W 1899 roku przeszedł na emeryturę i powrócił do Krakowa, gdzie zajął się publicystyką, zwalczając socjalizm w Galicji i piętnując ideę wyborów powszechnych, równych i bezpośrednich, a opowiadając się za stańczykowskim programem lojalizmu, pracy organicznej i rozwoju autonomii narodowej.
W maju 1908 roku współzałożył w Zakopanem Komitet Turystyki Tatrzańskiej, którym następnie kierował. Działał także w Towarzystwie Tatrzańskim. W tym samym roku ogłosił polityczną broszurę Trzy sprawy. List otwarty do p. Stanisława Koźmiana, próbując zainicjować debatę nad kierunkiem polityki austro-węgierskiej.

## Rodzina
Jego żona była siostrą Leona i Edmunda Zieleniewskich. Został pochowany na cmentarzu Rakowickim w Krakowie (kwatera M–płd-zach–po prawej Haitlingerów.
Jego synem był Ludwik Szczepański – literat, publicysta i dziennikarz.

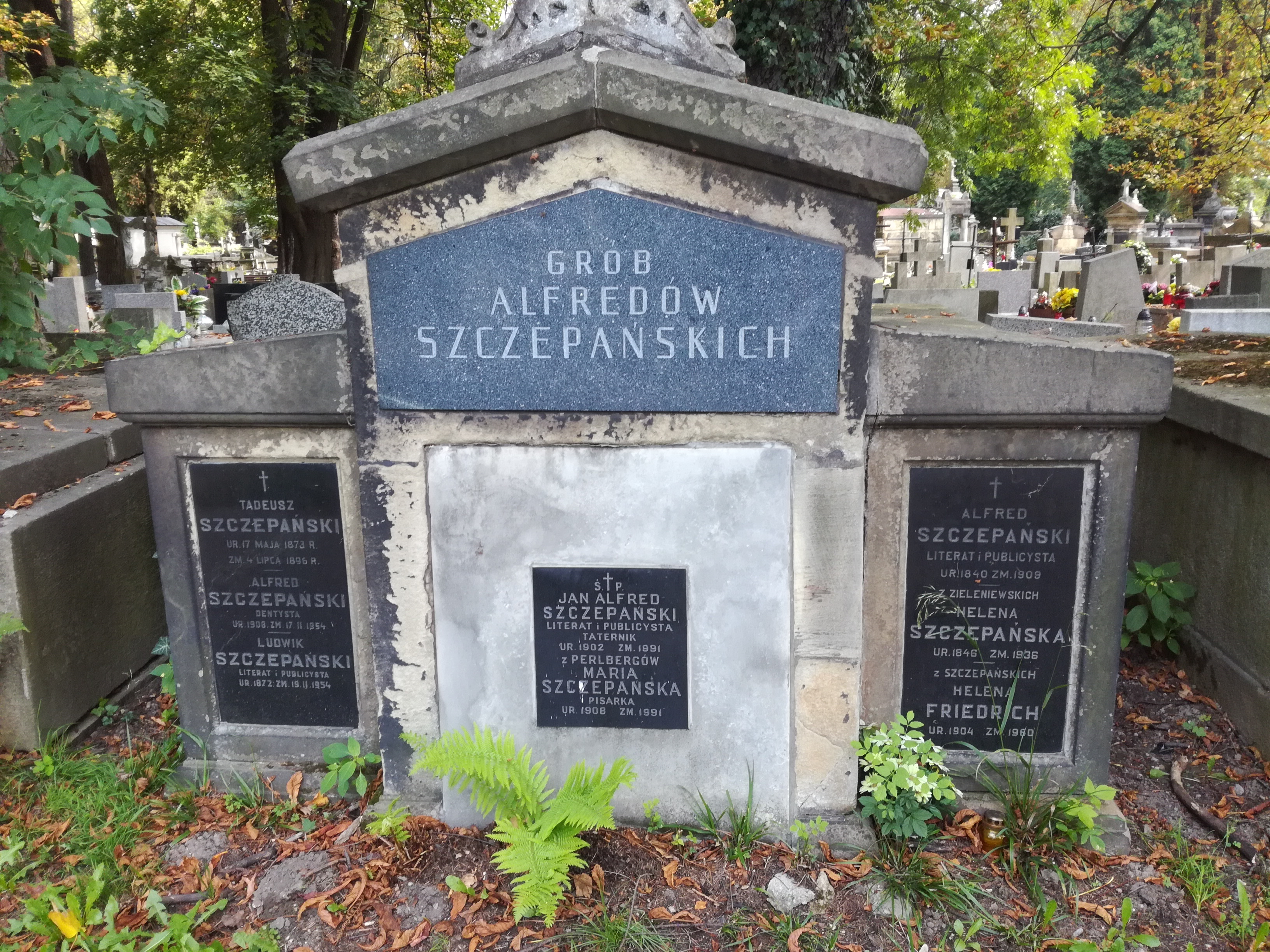
Grób Jana Alfreda i Alfreda Szczepańskich na cmentarzu Rakowickim

## Publikacje
- Artur Grottger. Ustęp z dziejów sztuki polskiej, Kalina (Kraków) 1868 nr 11
- Pomnik Mickiewicza. (Hymn), Dziennik Poznański 1898 nr 145
- Rok Jubileuszowy, [w:] Księga Pamiątkowa jubileuszu J. I. Kraszewskiego 1879 r., Kraków 1881.